# 里昂区
里昂区（法語：Arrondissement de Lyon）是法国奧弗涅-羅訥-阿爾卑斯大區的一个区，位于罗讷省与里昂大都会二省/集体。总面积1534.6平方公里，总人口1591955，人口密度1037人/平方公里（2017年）。主要城镇为里昂。

## 辖区
里昂区辖有135个市镇。